# Inmigración siciliana en los Estados Unidos
Los sicilianos estadounidenses son un subconjunto de italoestadounidenses provenientes de Sicilia o de ascendencia siciliana. A menudo son tratados como un grupo por separado debido a las diferencias históricas y culturales entre Sicilia y el resto de la península itálica. Los primeros sicilianos en llegar a lo que ahora es Estados Unidos fueron exploradores y misioneros en el siglo XVII. La inmigración siciliana en los EE. UU. creció sustancialmente en los períodos desde los años 1880 y en 1906, cien mil sicilianos entraron a los EE. UU. En 1924, las restricciones inmigratorias provocaron una caída en la cantidad. Lo que provocó la emigración fueron los cambios económicos y políticos en Sicilia durante este período. Gran parte de los inmigrantes sicilianos se instalaron en Nueva York, Nueva Jersey, Chicago, Nueva Orleans, San Diego y San Francisco.
Algunos elementos de la cultura siciliana se pueden notar tanto en el teatro como en la música. Giovanni De Rosalia fue un destacado dramaturgo siciliano estadounidense, popular en varios teatros sicilianos de Estados Unidos. Dentro de la música, son mayormente relacionados con el jazz. Muchas de las ciudades más populares de inmigrantes sicilianos, como Nueva Orleans o Chicago, son cruciales en la historia de la música jazz. En Chicago, el vecindario siciliano más prominente fue llamado "Pequeña Sicilia" (Little Sicily) y en Nueva Orleans fue llamado "Pequeña Palermo" (Little Palermo). Una de las primeras, y más controversiales, figuras del jazz fue Nick LaRocca, de ascendencia siciliana.
Los inmigrantes sicilianos fueron a menudo estereoripados y discriminados, a veces incluso por parte de otros italianos. Las tensiones entre las regiones italianas no habían sido resueltas completamente con la unificación, ya que los italianos del norte trataban a los sicilianos como étnicamente diferentes. Un estereotipo con el que se los ha relacionado persistentemente es la mafia, con películas como El padrino que retratan ese lado de los sicilianos. Debido a que la mafia es de origen siciliano, los siciliano-estadounidenses han sufrido ese estereotipo aún más que los ítalo-estadounidenses en general. Aún con estas presiones, los siciliano-estadounidenses han sabido prosperar en el clima cultural de Estados Unidos, incluso muchos han triunfado como actores, directores, músicos, atletas, políticos e intelectuales de notable importancia.